# Мірово-Дуже
Мірово-Дуже (пол. Mirowo Duże, нім. Groß Mierau) — село в Польщі, у гміні Скаршеви Староґардського повіту Поморського воєводства.
Населення — 207 осіб (2011).
У 1975-1998 роках село належало до Гданського воєводства.

## Демографія
Демографічна структура станом на 31 березня 2011 року:
|          | Загалом | Допрацездатний вік | Працездатний вік | Постпрацездатний вік |
| -------- | ------- | ------------------ | ---------------- | -------------------- |
| Чоловіки | 113     | 29                 | 79               | 5                    |
| Жінки    | 94      | 16                 | 60               | 18                   |
| Разом    | 207     | 45                 | 139              | 23                   |